# Alderetes
Alderetes är en ort i Argentina.   Den ligger i provinsen Tucumán, i den norra delen av landet, 1 100 kilometer nordväst om huvudstaden Buenos Aires. Alderetes ligger 454 meter över havet och antalet invånare är 38 466.
Terrängen runt Alderetes är platt, och sluttar söderut. Runt Alderetes är det ganska tätbefolkat, med 155 invånare per kvadratkilometer.. Närmaste större samhälle är San Miguel de Tucumán, 8,9 kilometer väster om Alderetes.
Trakten runt Alderetes består till största delen av jordbruksmark.